# Marie Ahrle
Marie Ahrle, född Britt-Marie Nylander den 5 april 1945 i Sorsele, död den 22 juli 2003 i Högalids församling i Stockholm, var en svensk skådespelare.

## Biografi
Ahrle fick sin teaterutbildning i Norrköping i mitten av 1960-talet och där mötte hon Leif Ahrle, som hon senare gifte sig med. Hon spelade huvudrollen i komedin En flicka på gaffeln med Riksteatern 1967. Sommaren 1968 engagerades hon av Nils Poppe i farsen Charleys Tant på Fredriksdalsteatern i Helsingborg. Hon spelade sammanlagt sex somrar hos Poppe fram till 1978.[källa behövs]
Hon gjorde även några roller i TV; bland annat medverkade hon i Jolos serie Någonstans i Sverige 1973.
Marie Ahrle är begravd på Norra begravningsplatsen utanför Stockholm.

## Filmografi
- 1967 – Jag - en älskare
- 1973 – Desertören
- 1973 – Någonstans i Sverige (TV-serie)
- 1978 – Skyll inte på mig (TV-serie)
- 1983 – Spanarna (TV-serie)

## Teater

### Roller
| År   | Roll                 | Produktion | Regi                           | Teater                                |
| ---- | -------------------- | --- | ------------------------------ | ------------------------------------- |
| 1968 |                      | Charleys Tant (Charley's Aunt) Brandon Thomas                                                                                  | Leif Amble-Næss                | Fredriksdalsteatern                   |
| 1969 | Jill Clarice Donohue | Älskling, du vet att jag inte hör dig när vattnet rinner (You Know I Can't Hear You When The Water Is Running) Robert Anderson | Per Gerhard                    | Lilla Teatern                         |
| 1969 |                      | Tjuvar ombord Per Edström | Bengt Blomgren Anders Frambäck | Riksteatern                           |
| 1975 |                      | Fars lille påg (Hurra, ein Junge) Franz Arnold och Ernst Bach                                                                  | Hans Bergström                 | Fredriksdalsteatern/ Lisebergsteatern |
| 1976 | Fröken Redig         | Noshörningen (Le rhinocéros) Eugène Ionesco                                                                                    | Barbro Larsson                 | Örebroensemblen                       |
| 1978 | Rosalin Nilsson      | Hjälten från Öresund (Der kühne Schwimmer ) Franz Arnold och Ernst Bach                                                        | Hans Bergström                 | Fredriksdalsteatern                   |

### Fotnoter
1. 1 2  ”Marie Ahrle”. Svensk Filmdatabas. http://www.sfi.se/sv/svensk-filmdatabas/Item/?type=PERSON&itemid=283073&ref=%2ftemplates%2fSwedishFilmSearchResult.aspx%3fid%3d1225%26epslanguage%3dsv%26searchword%3dmarie+ahrle%26type%3dPerson%26match%3dBegin%26page%3d1%26prom%3dFalse. Läst 19 september 2012.
2. ↑  Dagens Nyheter, 16 april 1967, sid. 43
3. ↑  SvenskaGravar
4. ↑  Bengt Jahnsson (28 juni 1968). ”Porlande Poppe som tant”. Dagens Nyheter:  s. 14. https://arkivet.dn.se/tidning/1968-06-28/172/14. Läst 31 maj 2018.
5. ↑  ”Älskling, du vet att jag inte hör dig när vattnet rinner!”. Musik- och Teaterbiblioteket. https://calmview.musikverk.se/CalmView/Record.aspx?src=CalmView.Performance&id=PERF14493&pos=64. Läst 21 juli 2025.
6. ↑  ”Gunnar Björnstrand till Vasan”. Dagens Nyheter:  s. 8. 28 december 1968. https://arkivet.dn.se/tidning/1968-12-28/11171-352/8. Läst 21 juli 2025.
7. ↑  ”Nytt om nöjen”. Dagens Nyheter:  s. 18. 23 april 1969. https://arkivet.dn.se/tidning/1969-04-23/109/18. Läst 14 januari 2022.